# Kamčatka (rijeka)
Kamčatka (rus. Камчатка) je rijeka u Rusiji, na istoimenom poluotoku Kamčatki.
Duga je 758 kilometara, a teče kroz Kamčatski kraj na dalekom istoku Rusije, od zapada ka istoku. Ulijeva se u Tihi ocean. Rijeka je bogata lososima, kojih se godišnje mrijesti na milijune i koji su nekada predstavljali osnovu ishrane domorodačkog naroda Itelmena.